# كارولس باديلا
كارولس باديلا (6 سبتمبر 1910 – 1 يناير 1962) هو ملاكم فلبيني راحل، مثّل بلاده في الألعاب الأولمبية الصيفية 1932.

## روابط خارجية
- كارولس باديلا على موقع IMDb (الإنجليزية)

كارولس باديلا على موقع أوليمبيديا (الإنجليزية)